# NGC 2288
NGC 2288 est une galaxie elliptique naine située dans la constellation des Gémeaux. NGC 2288 a été découverte par le physicien irlandais George Stoney en 1849.

## Caractéristiques
Sa vitesse par rapport au fond diffus cosmologique est de 5 541 ± 42 km/s, ce qui correspond à une distance de Hubble de 81,7 ± 5,8 Mpc (∼266 millions d'al).
En raison d'une brillance de surface égale à 11,66  mag/am2, on peut qualifier NGC 2288 de galaxie présentant une brillance de surface élevée.